# Phaeacius mainitensis
Phaeacius mainitensis är en spindelart som beskrevs av Barrion, Litsinger 1995. Phaeacius mainitensis ingår i släktet Phaeacius och familjen hoppspindlar. Inga underarter finns listade i Catalogue of Life.